# Corbère
Corbère é uma comuna francesa na região administrativa da Occitânia, no departamento dos Pirenéus Orientais. Estende-se por uma área de 7,25 km². Em 2010 a comuna tinha 762 habitantes (densidade: 105,1 hab./km²).